# میصر (یمن)
 میصر  نام روستایی است در عزلهٔ (الجبل)، در ناحیهٔ (بلاد آبلة)، از توابع استان عَمران در کشور یمن در شبه جزیره عربستان. 
جمعیت آن ۲۵۵ نفر (۱۰ خانوار) می‌باشد.